# 魯斯科鎮區 (內布拉斯加州水牛縣)
魯斯科鎮區（英語：Rusco Township）是位於美國內布拉斯加州水牛縣的一個行政鎮區。

## 地方資料
魯斯科鎮區的面積為108.04平方千米，當中陸地面積為107.99平方千米，而水域面積為0.05平方千米。根據2020年美國人口普查的數據，當地共有人口246人，而人口密度為每平方千米2.28人。